# Klimatisme
Med klimatisme betegnes en social, politisk og økonomisk ideologi og bevægelse, som opstod hen mod slutningen af 1900-tallet og hvis mål er at modarbejde den globale opvarmning, fx gennem grøn omstilling, således at dennes påvirkning af menneskers levevilkår afbødes og i sidste ende neutraliseres. Mere specifikt opstod i 2010-erne ideen om net-zero udledning, det at et regnskab over udledning og indfangelse af drivhusgasser inden en bestemt tidsfrist skulle vise en nettoudledning på nul.
Betegnelsen stammer fra 2000’erne, idet den oprindeligt blev brugt nedsættende, af klimaskeptikere og andre, som ikke troede på den menneskeskabt globale opvarmning og dens skadevirkninger, om dem som gjorde. Disse kritikere har jævnligt betegnet klimatisme som en bevægelse med religiøse træk, med dogmer, profet, apokalypse, skyld og håb. Eller man har karakteriseret bevægelsen som udemokratisk og sammenlignet dens ønske om en verdensregering, som kunne håndtere den globale opvarmning, med de tidligere styreformer i det kommunistiske Østeuropa.
På dansk har betegnelsen klimatosse skiftet betydning, fra oprindeligt at blive brugt nedsættende om klimaaktivister, til mod slutningen af 2010'erne at blive brugt i en positiv betydning af de samme aktivister.